# Here I Stand
Here I Stand é o quinto álbum de estúdio do cantor estadunidense Usher, que foi lançado em 27 de Maio de 2008, e o primeiro single foi "Love in This Club", produzido por Polow da Don, e que foi lançado em fevereiro, ele entrou na lista da revista Billboard Hot R&B/Hip Hop Songs na posição 51, e também entrou no Hot 100 da Billboard na posição 83 e em 3 semanas a canção passou ao primeiro lugar fazendo assim o 8º single número 1 da carreira.

## Faixas

### Versão Norte-americana
| #  | Título                                                             | Produtor(es)                                    | Duração |
| -- | ------------------------------------------------------------------ | ----------------------------------------------- | ------- |
| 1  | "Forever Young [Intro]"                                            | James "JLack" Lackey                            | 1:28    |
| 2  | "Love In This Club" (Participação de Young Jeezy)                  | Polow Da Don                                    | 4:19    |
| 3  | "This Ain't Sex"                                                   | Tricky Stewart & Jazze Pha, The Dream *         | 4:24    |
| 4  | "Trading Places"                                                   | L.O.S. Da Maestro, The Dream & Gregory Batson * | 4:28    |
| 5  | "Moving Montains"                                                  | Tricky Stewart & The Dream                      | 4:58    |
| 6  | "What's Your Name ?" (Participação de Will.I.Am)                   | Will.I.Am                                       | 3:58    |
| 7  | "Player For You [Interlude]"                                       |                                                 | 1:43    |
| 8  | "Something Special"                                                | Jermaine Dupri, Manuel Seal & LRoc *            | 3:58    |
| 9  | "Love You Gently"                                                  | Dre & Vidal                                     | 3:39    |
| 10 | "Best Thing" (Participação de Jay-Z)                               | Jermaine Dupri, Manuel Seal *                   | 3:54    |
| 11 | "Before I Met You"                                                 | Bryan-Michael Cox                               | 4:56    |
| 12 | His Mistakes (I Can't Win)"                                        | Stargate, Ne-Yo *                               | 4:59    |
| 13 | "Appetite"                                                         | Danja                                           | 3:58    |
| 14 | "What A Man To Do"                                                 | Stargate                                        | 4:09    |
| 15 | "Lifetime"                                                         | James "JLack" Lackey                            | 4:36    |
| 16 | "Love in This Club Part II" (Participação de Beyoncé & Lil' Wayne) | SoundZ                                          | 5:09    |
| 17 | "Here I Stand"                                                     | Dre & Vidal                                     | 4:10    |
| 18 | "Will Work For Love"                                               | J.R. Rotem                                      | 3:19    |

### iTunes Deluxe Edition
| #  | Título                                                           | Produtor(es)                     | Duração |
| -- | ---------------------------------------------------------------- | -------------------------------- | ------- |
| 19 | "Revolver"                                                       | Alexander "Prettiboifresh" Parhm | 3:16    |
| 20 | "Love In This Club (Remix)" (Participação de T.I. & Young Jeezy) | Polow Da Don                     | 4:24    |
| 21 | "Chivalry" (Participação de Jermaine Dupri) (Pre-order only)     | Jermaine Dupri                   | 4:06    |

Co-produtor *

## Paradas e Certificações
| Parada (2008)                  | Provedor (es)                      | Melhor posição | Certificação | Vendas    |
| ------------------------------ | ---------------------------------- | -------------- | ------------ | --------- |
| Austrália                      | ARIA                               | 1              | Platina      | 80,280    |
| Áustria                        | IFPI                               | 24             |              |           |
| Bélgica                        | Ultratop / Nielsen                 | 3              | Ouro         | 13,000    |
| Brasil                         | ABPD                               | 28             |              |           |
| Canadá                         | Nielsen SoundScan                  | 1              | Platina      | 140,789   |
| Dinamarca                      | IFPI                               | 15             |              |           |
| Países Baixos                  | NVPI                               | 5              |              |           |
| França                         | SNEP                               | 7              |              | 15,907    |
| Finlândia                      | IFPI                               | 39             |              |           |
| Alemanha                       | Media Control                      | 10             |              |           |
| Japão                          | Oricon                             | 4              |              | 77,000    |
| Irlanda                        | IRMA                               | 2              | Platina      | 16,000    |
| Noruega                        | IFPI                               | 16             |              |           |
| Nova Zelândia                  | RIANZ                              | 5              | Ouro         | 9,700     |
| Suécia                         | GLF                                | 18             |              |           |
| Suíça                          | IFPI                               | 4              |              |           |
| Reino Unido - UK Albums Chart  | BPI/The Official UK Charts Company | 1              | Ouro         | 154,097   |
| Estados Unidos - Billboard 200 | Billboard                          | 1              | Platina      | 1,500,000 |